# ساهاتونا
ساهاتونا (به لاتین: Sahatona) یک منطقهٔ مسکونی در ماداگاسکار است که در ناحیه آمبوهیماهاسوآ واقع شده‌است. ساهاتونا ۱۰٬۰۰۰ نفر جمعیت دارد و ۱٬۲۶۰ متر بالاتر از سطح دریا واقع شده‌است.